# (3139) Shantou
(3139) Shantou est un astéroïde de la ceinture principale.

## Description
(3139) Shantou est un astéroïde de la ceinture principale. Il fut découvert le 11 novembre 1980 à Nanking par l'observatoire de la Montagne Pourpre. Il présente une orbite caractérisée par un demi-grand axe de 3,19 UA, une excentricité de 0,02 et une inclinaison de 20,5° par rapport à l'écliptique.

## Compléments